# Remígio de Auxerre
Remígio ou Remi de Auxerre, O.S.B. (em latim: Remigius Antissiodorensis; c. 841–908 (67 anos)) foi um monge beneditino durante o período carolíngio, professor de gramática latina e um prolífico autor de comentários sobre textos clássicos gregos e latinos. Ele também é creditado com a coleção e compilação de comentários de autores mais antigos sobre estas mesmas obras.

## Biografia

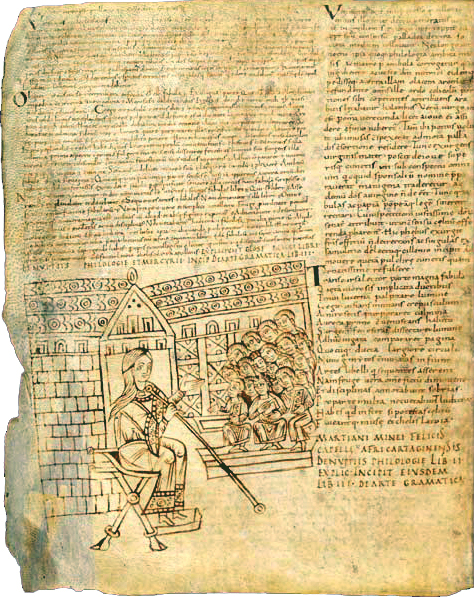
Fólio de um manuscrito de Marciano Capela comentado por Remígio.
Na Bibliothèque nationale de France, em Paris.

Remígio provavelmente nasceu na Borgonha e era discípulo de Lupo de Ferrières e Heirico de Auxerre (m. 876), este um discípulo de Erígena. Remígio também foi bastante influenciado pelo professor irlandes Dunchad de Reims, por Sedúlio Escoto e por Martino da Irlanda. Segundo John Marenbon, a extensiva coleção de comentários sobre os clássicos preservadas por Remígio no século IX garantiu a sobrevivência não apenas de obras de pensadores medievais mais antigos para o estudo de acadêmicos posteriores como também de certos elementos da língua e filosofia do grego antigo e do latim. Documentação posterior demonstra que cópias da coleção de Remígio foram utilizadas por toda Europa na Baixa Idade Média, especialmente no século XII.
Ele lecionava no mosteiro da Abadia de Saint-Germain en Auxerre e tornou-se o diretor depois da morte de Heirico em 876. Em 883, foi convidado a ensinar na Escola Catedrática de Reims pelo arcebispo Fulco e tornou-se diretor lá em 893. Com a morte de Fulco, em 900, Remígio foi ensinar em Paris, onde ficou até morrer. Nesta época, já tinha reputação de "egregius doctor" e "in divinis et humanis scripturis eruditissimus". Como professor, Remígio se interessou principalmente pelo problema dos universais e parece ter tentado uma solução de compromisso entre a realismo extremo de Eurígena e o anti-realismo completo de seu professor Heirico. No geral, ele tentou interpretar tanto os textos clássicos quanto as Escrituras cristãos de uma forma que pudesse ser ensinada aos seus estudantes, explorando as formas que a filosofia antiga pudesse ser aplicada ao mundo cristianizado que viviam. Embora os textos examinados por ele tenham sido numerosos e variados, seus comentários mais importantes foram sobre as obras dos filósofos romanos tardios Boécio e Marciano Capela, nas quais encontrou alegorias flexíveis que, na opinião dele, poderiam co-existir com a teologia cristã. Remígio investigou também o problema da origem do universo e, em seu comentário sobre Marciano, deu uma interpretação cristão a passagens que ele trada do mundo invisível das ideias platônicas.

## Obras
Durante sua longa carreira acadêmica, Remígio escreveu diversos glossários e comentários nas margens de uma ampla variedade de textos, tanto clássicos quanto cristãos. Suas glosas, que tomaram emprestado livremente de autores mais antigos, são de grande interesse para estudantes da filologia do latim medieval. Seu comentário sobre a Bíblia inclui textos sobre o Gênesis e dos Salmos ("Ennarationes in Psalmos"). Remígio escreveu ainda sobre a gramática de Prisciano, Donato, Focas e Eutiques. Entre seus textos clássicos favoritos estão obras de Terêncio, Juvenal e Célio Sedúlio, a "Disticha Catonis" e a "Ars de nomine", além dos comentários mais recentes de Beda. Porém, Remígio é mais lembrado por sua contribuição a—e por sua coleção de—comentários sobre a "Opuscula Sacra" e a "De Consolatione Philosophiae" de Boécio, e a "De Nuptiis Philologiae et Mercurii et de septem Artibus liberalibus libri novem" de Marciano Capela. Acredita-se ainda que ele tenha escrito um comentário sobre algumas obras de Prudêncio, mas a atribuição ainda enfrenta críticas.
Remígio escreveu seus comentários principalmente para seus alunos, explicando o significado e a importância dos textos de uma forma desapaixonada e concisa, enfatizando as estruturas gramáticas e as peculiaridades linguísticas. Como a maioria dos acadêmicos carolíngios, respeitava muito a filosofia, particularmente Platão e os neoplatonistas que o seguiram. Era um ávido professor das sete artes liberais, com ênfase na música e na dialética, o que indica que ele, como tantos carolíngios, abraçava as virtudes clássicas. Porém, era um devoto cristão e, por isso, tendia a utilizar os textos filosóficos para clarificar e dar sentido a aspectos específicos da teologia cristã. Assim, seus comentários examinam as alegorias e símbolos nos textos de uma forma que reflete as filosofias mais antigas das quais eles derivam, mas também de uma maneira que possam ser aplicados aos rituais e à teologia da Igreja. Sua síntese do pensamento clássico e cristão não era de forma alguma sem precedentes, mas ao compilar comentários de outros pensadores, ajudou a perpetuar uma inclinação à Alta Idade Média.

### Influência na música
Durante a vida de Remígio, a música nos domínios da igreja era monofônica, o que só mudaria depois dos séculos XII e XIII. Porém, as bases para a polifonia foram lançadas na época de Remígio a partir do exame e da interpretação de textos filosóficos antigos, que exploraram as relações entre a matemática e o som e, depois, o verso. Pensadores do início da Idade Média interpretavam essas relações de diferentes formas, inclusive os gramáticos como Remígio, descobrindo conexões inovadores entre as estruturas da música e do verso. Através da exegese gramatical dos textos filosóficos sobre a matemática da música, a fundação para a música polifônica estava pronta para florescer em Notre Dame de Paris três séculos depois.
É interessante notar que, durante o período carolíngio, a Igreja de Roma tinha dificuldade de instituir uma estrutura universal para a missa por que o ritual na França incluía uma poderosa tradição oral e musical que não se encontrava no resto da igreja. A música foi em seguida institucionalizada por Roma, o que requeria interpretações de grámaticos cristãos sobre as obras filosóficas antigas sobre música.

### Contexto histórico
Remígio escreveu e ensinou durante os anos finais do chamado "Renascimento Carolíngio", que, acredita-se, teria ocorrido durante o reinado de Carlos Magno (r. 800-814). A liderança do imperador renovou o interesse nas obras e ideias dos antigos pensadores, especialmente as relativas à estrutura e aplicação da filosofia neoplatônica, à educação romana e às leis (com foco nas sete artes liberais).
Embora Remígio não estivesse diretamente envolvido neste renascimento cultural, ele certamente se beneficiou de seus resultados. Sua posição acadêmica de gramático é uma reminiscência do antigo modelo educacional romano baseado no trivium (gramática, lógica e retórica), sob o qual o conhecimento teórico era construído. Mais importante, a exposição de Remígio ao grego antigo e ao latim trazidos para o ocidente através do contato com o Império Bizantino, deu-lhe a oportunidade de entender e comentar sobre textos filosóficos. Finalmente, o sentimento prevalente deste "Renascimento Carolíngio" está claramente presente nas obras de Remígio, viz. a ideia que o platonismo e o cristianismo poderia co-existir com o primeiro explicando o universo com as ferramentas necessárias do segundo.

## Controvérsia sobre a autoria das obras atribuídas a Remígio
Estudos iniciais sobre os comentários de Remígio revelaram que muito de sua obra parecia ser plágio. Especificamente, ficou claro que ele havia se baseado extensivamente nas obras de Erígena, um monge irlandês que havia introduzido o neoplatonismo nas cortes e escola da França uma geração antes. Remígio foi acusado por E. K. Rand de aplicar a técnica do "corta e cola" na obra de Erígena baseando-se no fato de que, enquanto este era um filósofo, Remígio era apenas um gramático. Porém, estudos mais modernos demonstraram não apenas que estas condenações são injustas mas são também apenas parcialmente verdadeiras.
Remígio de fato foi muito influenciado por Erígena e certamente escreveu seus comentários com as ideias de seu predecessor firmemente implantadas em sua mente. Na realidade, sabe-se que que Remígio escreveu seus comentários sobre a obra de Marciano Capela com a ajuda de dois livros, um de Erígena e outro de Martino da Irlanda. As glosas de Remígio são provavelmente suas, dado que um exame sobre os documentos indica que foram escritas em Auxerre. O problema com a acusação de que Remígio teria plagiado é simplesmente que, na França de sua época, a maior parte dos estudiosos conhecia bem a obra de Erígena e a utilizavam sabendo que suas ideias originais seriam facilmente reconhecidas em meio às dele. Além disso, o comentário de Remígio tende a se preocupar mais com assuntos gramáticos do que na filosofia. É provável, portanto, que ele tenha começado com a base filosófica de Erígena e depois adicionou sua própria interpretação dos textos, o que é ainda mais provável quando se considera a dificuldade de aprender grego antigo.
Até o século XIII, nenhuma gramática grega decente existia, o que exigia que os acadêmicos aplicassem o que sabiam da gramática latina—da leitura de Donato, Prisciano e Isidoro de Sevilha—aos textos gregos antigos. Erígena conhecia grego o suficiente para escrever um comentário sobre os textos e parece plausível que um gramático como Remígio aumentasse sua compreensão de uma língua com base numa obra de outro. Levanto tudo em consideração, a controvérsia sobre um suposto plágio de Remígio parece, para os acadêmicos modernos, ser uma circunstância do princípio do escolasticismo medieval e não um ato intencional.